# Veľká Lehota
Velká Lehota (maďarsky Nagyülés, německy Großhau, Großhay, Großlehota, do roku 1927 Veľká Lehôta) je obec na Slovensku v okrese Žarnovica.
V obci je římskokatolický kostel sv. Martina z roku 1809 a kaple Panny Marie Lurdské z roku 1968.

## Poloha obce
Zeměpisné souřadnice středu obce Velká Lehota jsou 48° 27'44" severní geografické šířky a 18° 33' 39" východní geografické délky. Střed obce se nachází v nadmořské výšce 650 m n. m. Nejvyšším bodem je Veľký Inovec, který je s výškou 901 m n. m. nejvyšším vrchem Pohronského Inovce. K 14. 12. 2007 evidovala obec 1235 obyvatel, z toho 625 mužů a 610 žen. Celková plocha katastru je 18 340 000 m2, je tvořen 16 seskupeními rozesetého osídlení jako například Búrovci, Garajovci, Gabrišovci, Vaškovci a dvě osady Čigág a Inovec vzdálené od obce cca 2 km.
Obec Velká Lehota se nachází v pohoří Pohronský Inovec, administrativně je začleněna do okresu Žarnovica v Banskobystrickém kraji. Velká Lehota sousedí s pěti obcemi, konkrétně Malou Lehotou a Novou Baňou (okres Žarnovica), Jedľovými Kostoľany, Obycemi, a částečně i Tekovskými Nemci (okres Zlaté Moravce). Část katastrálního území obce tvoří hranici mezi okresy Žarnovica a Zlaté Moravce, respektive mezi Banskobystrickým a Nitranským krajem.
Obcí vede cesta II. třídy mezi Novou Baňou a Malou Lehotou a místní komunikace. Železnice obcí neprochází, nejbližší možnost železniční dopravy je v Nové Bani vzdálené 11 km. V obci se nachází oficiální pramen řeky Žitava ve výši 657 m n. m.

## Fyzickogeografické charakteristika
Území obce se nachází v pohoří Pohronský Inovec, konkrétně v podcelku Veľký Inovec a Vojšín. Reliéf zde plynule přechází od planinového až po hornatý.
Geologickou stavbu vytvářejí zejména neovulkanitů (zejména propylitizované, pyroxenické a anfibolicko-pyroxenické Andezity) z nichž vznikly i lávové proudy a efuzívne komplexy stratovulkánů.
Z hlediska klimatických předpokladů patří obec do mírně teplé oblasti do mírně teplého, mírně vlhkého pahorkatinného až pahorkatinného okrsku. Průměrné roční teploty vzduchu se pohybují kolem 8 °C s průměrnými červencovými teplotami cca 18 °C a lednovými cca −4 °C. Roční úhrn srážek dosahuje hodnoty kolem 770 mm.
V obci se vyskytuje několik půdních typů. Nejzastoupenějším jsou hnědé lesní půdy (kambizeme) modální nasycené až kyselé, kultizemné a modální kyselé. Ve vyšších nadmořských výškách v okolí Velkého Inovce se vyskytují i andozeme modální kyselé a kambizeme andozemné. Z půdních druhů se zde nacházejí štěrkovité hlinité půdy.
V obci se nachází oficiálně uznán pramen řeky Žitava, která patří do povodí Váhu. Obcí protéká i Veľkolehotský potok a nachází se zde několik málo významných pramenů podzemní vody.
Území obce patří do oblasti bukových a podhorských bukových lesů s typickými zástupci například buk lesní, habr obecný, javor mléčný. Oblast kolem Velkého Inovce patří do společenství javorově-lipových lesů v nižších polohách se zástupci javor mléčný, javor horský, lípa malolistá a jiné. V lesích se vyskytuje hlavně jelení, srnčí a divočáka zvěř.
V katastrálním území obce Veľká Lehota se nachází přírodní rezervace Bujak vrch, vyhlášená v roce 1997 s koncentrovaným výskytem koniklec velkokvětý. Druhým chráněným územím je přírodní památka Veľký Inovec, nejvyšší vrch pohoří Pohronský Inovec s výškou 901 m n. m., Který je tvořen reliktní formou andezitové proudu.

## Významné rysy obce
Obec se poprvé vzpomíná v roce 1345. V 18. století patřila pod panství Topoľčianky a ležela v severozápadní části Tekovské župy. Byla to oblast, kterou tvořili většinou chudší horské obce s rozlehlými méně úrodnými katastry, pokrytými hlavně lesy a loukami. Vedle skromnějším obilnářství se lépe dařilo chovu dobytka a lesy v okolí dávaly možnost výdělku dřevorubcem.
V současnosti žije v obci 1235 obyvatel. Slouží jim zdravotní středisko, pošta, farní úřad, kulturní dům, který se využívá na různé akce a vystoupení, základní škola a mateřská škola, která byla postavena v 80. letech v rámci akce Z. V ní se nachází i školní jídelna, v které se stravují nejen žáci základní školy, ale i někteří obyvatelé obce. Svépomocí byla také postavena budova obecního úřadu, v níž má sídlo matrika i pro sousední obec Malou Lehotu. V rámci akce Z byl postaven i nový dům smutku. V obci je rozvinuté soukromé podnikání v obchodní činnosti, službách a strojírenské výrobě. V roce 1991 byla postavena a dána do provozu obecní pekárna, zaměstnávající 11 občanů obce. Výstavbou obecní pekárny se zčásti řešila i nezaměstnanost občanů. Výrobky, které vyrábějí v pekárně se prodávají nejen v obci, ale i v blízkém okolí.
Pro ochranu životního prostředí je v dolní části obce vybudována čistička odpadních vod a kanalizace obce. V obci je také zřízena obecní tržnice, která slouží občanům hlavně v letních měsících. Dále byla provedena regulace potoka a výstavby nových rodinných domů. V obci jsou k přechodnému pobytu přihlášení chataři a chalupáři. Celkem je 48 chatařů a chalupářů, kteří tráví svůj volný čas v obci. Veľká Lehota má vytvořeny velmi dobré podmínky pro zimní sporty, zejména pro lyžování. K dispozici jsou dva lyžařské vleky – na Vojšíne (380 m) a na Drozdovo (600 m). Sněhová pokrývka zde v zimních měsících dosahuje průměrné tloušťku 80–100 cm. Lyžařská sezóna trvá od listopadu až do poloviny března. V létě je atraktivní turistika. Zajímavé jsou turistické trasy na Sedlovou skálu, odkud je krásný výhled na novobanskéou kotlinu, stejně hezké jsou i túry na Inovec, Starohutský vodopád a Kamenný vrch.